# 栗山航
栗山 航（くりやま わたる、1991年6月15日 - ）は、日本の俳優。
東京都出身。オスカープロモーション所属。同事務所所属の男劇団 青山表参道Xのリーダー。

## 略歴
- モデルを経て2013年4月、テレビドラマ『牙狼〈GARO〉 〜闇を照らす者〜』主演・道外流牙役にて俳優デビュー。
- 2016年、第4回ジャパンアクションアワード、ドラマ『牙狼〈GARO〉-GOLD STORM- 翔』主演・道外流牙役で、ベストアクション男優賞受賞。
- 2017年11月、オスカープロモーションが創立47年にして初となる男性エンターテイメント集団「男劇団 青山表参道X」を結成し、栗山はそのリーダーとなる[2]。
- 2020年11月21日、結婚を発表[3]。

## 人物
- 好きな食べ物は芋、肉、酒。嫌いな食べ物はトマト、カレーライス、コーヒー。
- 趣味は筋トレ、ゴルフ、バレーボール、野球。

## 出演

### テレビドラマ
- 牙狼〈GARO〉 〜闇を照らす者〜（2013年、テレビ東京） - 主演・道外流牙 役
  - 牙狼〈GARO〉-GOLDSTORM- 翔（2015年、テレビ東京）
  - 牙狼〈GARO〉ハガネを継ぐ者（2024年1月11日 - 3月28日、TOKYO MX・BS日テレ）[4][5]
- 福岡恋愛白書9 月と太陽を見上げて（2014年3月21日、九州朝日放送） - 山下亮介 役
- 博多ステイハングリー Season2 夢王（MUOH）（2014年7月9日 - 、テレビ西日本） - 主演・達宮太一 役
- 婚活刑事（2015年7月 - 9月、読売テレビ制作・日本テレビ） - 滝田流星 役
- スペシャルドラマ「黒蜥蜴」（2015年12月22日、関西テレビ制作・フジテレビ） - 白崎仁志 役
- お義父さんと呼ばせて（2016年1月 - 3月、関西テレビ制作・フジテレビ） - 水嶋拓也 役
- 土曜ワイド劇場「家裁調査官・山ノ坊晃〜紛争解決100%の男!」（2016年5月7日、テレビ朝日） - 池上翔介 役
- 私 結婚できないんじゃなくて、しないんです 第4話・第6話・第7話（2016年4月 - 6月、TBS） - 皆川啓太役
- ドラマスペシャル「瀬戸内少年野球団」（2016年9月17日、テレビ朝日） - 中井鉄夫 役
- 潔癖クンの殺人ファイル3（2017年6月23日、BSフジ） - 大場将生 役
- ＃ハッシュタグ（2018年2月13日 - 3月6日、TOKYO MX） - 類 役
- 静おばあちゃんにおまかせ（2018年）-  鶴見雄治 役
- BS時代劇 鳴門秘帖（2018年4月、NHK） - 新吉 役[6]
- 警視庁ゼロ係〜生活安全課なんでも相談室〜 THIRD SEASON（2018年7月20日 -  、テレビ東京） - 小林優太 役
- Aloha story～ハワイから愛をこめて～（2019年4月 - 、フジテレビ） - 陸斗 役
- 大富豪同心（2019年） - 庄助 役
- 警視庁ゼロ係〜生活安全課なんでも相談室〜 seasons4（2019年7月19日 - 、テレビ東京） - 小林優太 役
- 絶対BLになる世界VS絶対BLになりたくない男（2021年、CSテレビ朝日） - 咲田 役[7]
- 日本統一 北海道編（2022年、UHB北海道文化放送） - 西野ヒロシ 役

### CM
- Reckitt Benckiser Japan クレアラシル（2011年）
- エスエス製薬  エスカップ 『ぐいっといろんな人へ編』（2011年）
- キリン  氷結『キャンプファイヤー編』（2013年）
- 佐川急便『緊急納品編』（2013年）
- VISAデビットカード『残高見える、安心見える編』（2017年）

### 映画
- L・DK（2014年4月12日公開、東映） - 高木 役
- 牙狼〈GARO〉-GOLDSTORM- 翔（2015年3月28日公開、東北新社） - 主演・道外流牙 役
- 未来のカケラ（2016年2月7日公開、ショートショート フィルムフェスティバル & アジア） - 木村亮一 役
- 牙狼-GARO- 神ノ牙-KAMINOKIBA-（2018年1月6日公開、東北新社） - 主演・道外流牙 役

### 舞台
- BIOHAZARD THE STAGE（2015年10月 - 11月、EX THEATER ROPPONGI） - ピアーズ・ニヴァンス 役
- リビング（2016年3月、赤坂RED/THEATER） - 主演・マタロウ 役
- 真田十勇士（2016年9月 - 10月、新国立劇場中劇場 / KAAT神奈川芸術劇場 / 兵庫県立芸術文化センター KOBELCO 大ホール） - 海野六郎 役
- 里見八犬伝（2017年4月 - ） - 左母二郎 役
- グランギニョル（2017年7月、サンシャイン劇場 / 8月、梅田芸術劇場 シアタードラマシティ） - マルコ・ヴァニタス 役
- 戯伝 写楽（2018年1月 - 2月、東京芸術劇場 プレイハウス / 久留米シティプラザ ザ・グランドホール / 日本特殊陶業市民会館ビレッジホール / 兵庫県立芸術文化センター 阪急 中ホール） - 与七 役
- 舞台 ひまわり（2018年5月、中野 ザ・ポケット） - 川端浩太 役
- 男劇団 青山表参道Ｘ 旗揚げ公演『SHIRO TORA ～beyond the time～』（2018年6月14日 - 17日、AiiA 2.5 Theater Tokyo ）[8] - 安達藤三郎 役
- 舞台『魔界転生』（2018年10月6日 - 28日、博多座 / 11月2日 - 27日、明治座 / 12月9日 - 14日、梅田芸術劇場 メインホール） - 小栗丈馬 役
- 神保町花月×男劇団 青山表参道Xコラボ公演 舞台『ダサいこと、やろうぜ！』（2019年3月6日 - 9日、神保町花月） - W主演・神崎貴一 役
- 男劇団 青山表参道X 第2回公演『ENDLESS REPEATERS –エンドレスリピーターズ–』（2019年7月20日 - 28日、品川プリンスホテル クラブeX） - 猿渡拓海 役
- アニー（2020年4月25日 - 5月11日、新国立劇場） - ルースター 役[9]
- 舞台 銀河鉄道の父（2020年10月15日 - 22日） - 宮沢清六 役
- DisGOONie Presents Vol.10 舞台『MOTHERLAND』（2021年12月9日、明治座） - One Day Special Guest[10]
- ミュージカル「DOROTHY（ドロシー）〜オズの魔法使い〜」（2022年8月20日 - 28日、東京：日本青年館ホール / 9月16日 - 19日、兵庫：兵庫県立芸術文化センター 阪急中ホール他全国巡演） - ライオン 役[11]
- 七人のおたく cult seven THE STAGE（2023年3月4日 - 12日、紀伊國屋サザンシアター TAKASHIMAYA / 18日・19日、サンケイホールブリーゼ） - 星亨 役[12]

### Webドラマ
- 華衛士F8ABA6ジサリス（2023年5月17日 - 7月23日、YouTube） - ゼーゲン 役

### MV
- HANDSIGN『僕が君の耳になる』（2017年3月） - ユウキ 役

## 書籍

### 写真集
- 栗山航×塩野瑛久 PHOTO BOOK connect（2018年11月16日、講談社）ISBN 978-4-0651-3452-8